# Dalmacija u Narodnooslobodilačkoj borbi
Dalmacija je nakon Osovinske okupacije Jugoslavije i uspostave NDH, Rimskim ugovorima, podeljena između NDH i Italije. Vlast NDH u tzv. drugoj zoni ostaje samo formalna, te služi kao ispomoć talijanskoj vojsci koja otvoreno naoružava i obučava četničke postrojbe u dalmatinskoj zagori. Oružani ustanak u Dalmaciji započeo je usporedno s ustankom u ostatku okupirane Hrvatske. Glavni razlozi bili su nasilna talijanska okupacija te politika etničkog čišćenja kako talijanskog tako i četničkog, a kasnije i njemačkog (i ustaškog).  
Već od lipnja 1942. utemeljeni su općinski i kotarski narodnooslobodilački odbori. U to doba partizanske su snage u Dalmaciji vezivale 54.000 talijanskih vojnika, 4000 četnika i 3000 ustaša, domobrana i žandara. Dva mjeseca kasnije, pored nekoliko odreda sastavljenih od po 2-3 bataljuna, formirane su prve dvije brigade, a 2000 dalmatinskih partizana upućeno je u proleterske brigade.
Nakon kapitulacije Italije u rujnu 1943. godine, Dalmaciju su oslobodile partizanske postrojbe. Njemačkom ofenzivom krajem početkom 1944. godine, dalmatinski partizani gube vlast nad Dalmacijom te je ona pripojena NDH, ali s jakim njemačkim vojnim kontigentom, XV. brdski korpus, kao stvarnom vlasti. Krajem ljeta 1944. sve dalmatinske brigade okupljene u Osmi dalmatinski korpus amfibijskim desantima počinju oslobađanje Dalmacije koje traje puna tri mjeseca, Dalmacija je potpuno oslobođena u prosincu 1944. Kninskom bitkom u kojoj je njemački XV. korpus razbijen.
Tijekom Drugog svjetskog rata na prostoru tadašnje Jugoslavije, od 1941. do 1945. godine u okviru Narodnooslobodilačke vojske Jugoslavije utemeljeno je ukupno četrnaest brigada, koje su nosile naziv dalmatinske.
Za proleterske su proglašene Prva i Druga dalmatinska brigada. Za udarne Prva, Druga, Treća, Sedma i Jedanaesta dalmatinska brigada, a Ordenom narodnog heroja odlikovane su Prva, Druga i Treća dalmatinska brigada.

## Popis dalmatinskih brigada
- Prva dalmatinska proleterska udarna brigada NOVJ-a
- Druga dalmatinska proleterska udarna brigada NOVJ-a
- Treća dalmatinska udarna brigada NOVJ-a (osnivana dva puta)
- Četvrta dalmatinska brigada NOVJ-a (osnivana dva puta)
- Peta dalmatinska brigada NOVJ-a (osnivana dva puta)
- Šesta dalmatinska brigada NOVJ-a
- Sedma dalmatinska udarna brigada NOVJ-a
- Osma dalmatinska brigada NOVJ-a
- Deveta dalmatinska brigada NOVJ-a
- Deseta dalmatinska brigada NOVJ-a
- Jedanaesta dalmatinska udarna brigada NOVJ-a
- Dvanaesta dalmatinska brigada NOVJ-a
- Trinaesta dalmatinska brigada NOVJ-a
- Četrnaesta dalmatinska brigada NOVJ-a

## Popis dalmatinskih divizija
- IX. dalmatinska divizija (osnivana dva puta)

- XIX. dalmatinska divizija

- XX. dalmatinska divizija

- XXVI. dalmatinska divizija[2]

## Brojnost
O snazi dalmatinskog ustanka dovoljno je reći da je Dalmacija dala pet divizija. Naime, IX. divizija, poslije teških gubitaka na Neretvi gdje su je zapali najteži zadatci, ponovo je osnovana. Poslije kapitulacije Italije utemeljene su još tri – XIX., XX. i XXVI. divizija, od kojih je u listopadu 1943. sazdan Osmi korpus. 
Sama je Dalmacija tada dala više boraca nego Srbija i Makedonija zajedno. Osmi korpus je u prosincu 1943. brojio 16.390 boraca. Vezivao je Njemačku 264. i 118. diviziju, dijelove 7. SS-divizije, i 114. divizije, jednu obalnu i jednu pohodnu pukovniju, 5. i 6. ustaški djelatni zdrug, 15. domobransku pješačku pukovniju, tri žandarmerijska puka i 4000 četnika.
Tijekom rata s područja Dalmacije u Narodnooslobodilačkom pokretu Hrvatske sudjelovalo je 110 000 ljudi dok je kroz postrojbe NOVJ-a prošla 71 000 boraca. U razdoblju prije mobilizacije Dalmacija je dala oko četvrtine ukupnog broja jugoslavenskih partizana.